# The Corporation

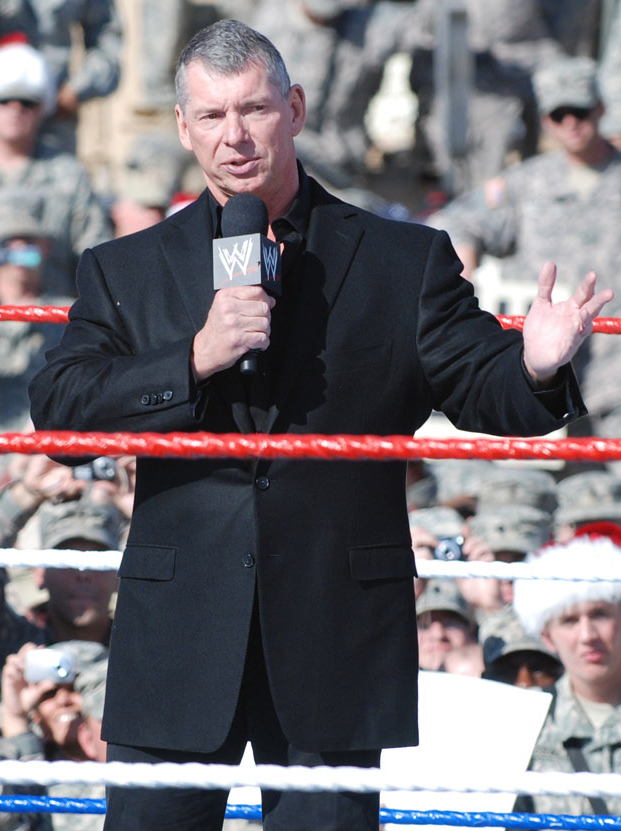
El grupo fue creado y dirigido por el presidente de la WWF Vince McMahon

The Corporation (La Corporación en español) fue un stable de lucha libre profesional de la Attitude Era de la World Wrestling Federation. Tenían, como su nombre indica, un gimmick de corporación.

## Historia
El grupo fue creado y dirigido por el presidente de la WWF Vince McMahon en un intento de asegurar el control de la empresa y "aplastar a los rebeldes" que estaban surgiendo, como D-Generation X, Mankind y Stone Cold Steve Austin. McMahon usaba a menudo su carrera política en los combates para dar ventaja al stable. Para mantener su "corporate" gimnick varios luchadores modificaron los suyos dentro del grupo: por ejemplo, The Rock, pasó de ser llamado "People's Champion" a "Corporate Champion". El grupo, usando su aplastante superioridad numérica, fue durante mucho tiempo el stable más dominante de la época, con sus miembros The Rock, Ken Shamrock y Big Boss Man teniendo los World, Intercontinental y World Tag Team Championships, respectivamente.
The Corporation fue creada el 16 de noviembre de 1998 cuando Vince McMahon, Shane McMahon, Big Boss Man, el sargento Slaughter, Gerald Brisco y Pat Patterson unieron fuerzas con The Rock, que fue proclamado la "Joya de la Corona", y mantuvo el WWF Championship tres veces mientras fue miembro del grupo.
El grupo procedió a aterrorizar al resto del plantel, usando la autoridad de sus managers y la potencia de sus luchadores para destrozar equipos. Además de Steve Austin, el líder de D-Generation X Triple H compitió varias veces contra The Rock por su título. Por su parte, Mankind se enemistó con el equipo por la traición ocurrida en Survivor Series con la ayuda del nuevo miembro del stable Test.
Aunque el grupo siguió en cabeza, sus miembros comenzaron a disminuir en todo el año. El primero en salir fue Shawn Michaels, que fue brutalmente atacado por el grupo una vez que quedó claro que tomaba sus propias decisiones al margen de las de los dirigentes de The Corporation. Kane fue inestable desde el principio, pues sólo cooperaba con ellos bajo la amenaza de McMahon de llevarle de vuelta al manicomio. Cuando el grupo se enfeudó con el poderoso Ministry of Darkness Vince McMahon fue expulsado del grupo por orden de Shane, que alegó que Vince sólo se preocupaba por Stephanie McMahon, que se encontraba en el punto de mira de Undertaker para hacerse con el control de la WWF. Brisco y Patterson fueron expulsados la misma noche cuando Shane afirmó que no había lugar para viejos en The Corporation, y los reemplazó con los Mean Street Posse. Ken Shamrock salió poco después, cuando se comprobó que tenía mayor lealtad a su hermana Ryan que al equipo. Test alegó que no estaba usando todas sus habilidades en el stable y salió de él. Por último, The Rock se fue al no poder recuperar el WWF Championship de Stone Cold cuando Shane le traicionó en Backlash. 
Con su plantilla gravemente reducida, al grupo no le quedó más remedio que fusionarse con el Ministry of Darkness para crear el Corporate Ministry. Esto demostró que los numerosos despidos que hubo fueron para eliminar a los miembros de poca confianza.
Más tarde, los remanentes del grupo se volvieron heels y crearon McMahon-Helmsley Faction.

## Miembros
- Vince McMahon (1998-1999) (líder)
- Shane McMahon (1998-1999) (líder secundario)
- Big Bossman (1998-1999)
- Chyna (1999)
- Triple H (1999)
- Pete Gas (1999)
- Rodney (1999)
- Joey Abs (1999)
- The Big Show (1999)
- Ken Shamrock (1998-1999)
- The Rock (1998-1999)
- Test (1998-1999)
- Kane (1999)
- Pat Patterson (1998-1999)
- Gerald Brisco (1998-1999)
- Shawn Michaels (1998)
- Sgt. Slaughter (1998)

## En lucha
- Movimientos finales
  - Ankle lock[1] — Ken Shamrock
  - Chokeslam[1] — Big Show
  - Pedigree[1] (Double underhook facebuster) — Chyna
  - Rock Bottom[1] (Lifting side slam) — The Rock
  - Simultáneos diving moonsaults de Rodney y Abs

- Movimientos de firma
  - Double spear — Mean street posse

## Campeonatos y logros
- WWF Championship (3 veces) — The Rock
- WWF European Championship (1 vez) — Shane McMahon
- WWF Hardcore Championship (1 vez) — Big Boss Man
- WWF Intercontinental Championship (1 vez) — Ken Shamrock
- WWF Tag Team Championship (1 vez) — Big Boss Man y Ken Shamrock